# Sentenza di Pilato
La Sentenza di Pilato è un apocrifo del Nuovo Testamento facente parte del Ciclo di Pilato. L'attribuzione pseudoepigrafa è a Ponzio Pilato, prefetto della Giudea (26-36) implicato nel processo di Gesù.
Il testo ci è pervenuto in italiano corrotto ed è conservato a Simancas, in Spagna. Prima della narrazione in prima persona di Pilato è presente una premessa affermante che il documento in ebraico era stato trovato a L'Aquila in Abruzzo. Verosimilmente si tratta di un falso del XVII secolo.
Nella Sentenza Pilato giudica e condanna a morte Gesù Nazareno. Diversamente dagli altri scritti del Ciclo di Pilato il testo non discolpa il prefetto né fa ricadere la responsabilità sul popolo ebraico.